# Bill Graham
För evangelisten, se Billy Graham.
William Carvel "Bill" Graham, född 17 mars 1939 i Montréal, Québec, död 7 augusti 2022, var en kanadensisk liberal politiker. Han var tillförordnad partiledare för Kanadas liberala parti (Liberal Party of Canada) från partiets valförlust i februari 2006, vilken hade lett till dåvarande partiledaren Paul Martins avgång, fram till valet av Stéphane Dion som ny partiledare i december 2006. Åren 2002–2004 var Graham Kanadas utrikesminister och 2004–2006 landets försvarsminister.